# Memoriał Edwarda Jancarza 2005
IX. Memoriał im. Edwarda Jancarza odbył się po trzyletniej przerwie 4 czerwca 2005. Turniej wygrał Jason Crump.

## Wyniki
- 4 czerwca 2005 (niedziela), Stadion im. Edwarda Jancarza (Gorzów Wielkopolski)
- NCD: Rune Holta – 62,68 – w wyścigu 4
- Sędziował – Wojciech Grodzki (Opole)
- Widzów: ok. 7000
- zdjęcie podium. stalgorzow.pl. [zarchiwizowane z tego adresu (2007-09-28)].

| Msc. | Zawodnik                  | Klub                  | Pkt  |                |  |
| ---- | ------------------------- | --------------------- | ---- | -------------- |  |
| 1    | (1) Jason Crump           | Apator Toruń          | 11+3 | (3,2,0,3,3) +3 |  |
| 2    | (16) Rune Holta           | Włókniarz Częstochowa | 15+2 | (3,3,3,3,3) +2 |  |
| 3    | (11) Leigh Adams          | Unia Leszno           | 12+1 | (2,3,1,3,3) +1 |  |
| 4    | (14) Tony Rickardsson     | Unia Tarnów           | 11+0 | (2,3,3,1,2) +0 |  |
| 5    | (12) Damian Baliński      | Unia Leszno           | 10   | (3,2,1,2,2)    |  |
| 6    | (8) David Ruud            | Polonia Piła          | 8    | (3,1,2,0,2)    |  |
| 7    | (9) Hans Andersen         | WTS Wrocław           | 8    | (1,3,0,2,2)    |  |
| 8    | (3) Maciej Kuciapa        | Stal Rzeszów          | 8    | (1,2,1,1,3)    |  |
| 9    | (2) Robert Miśkowiak      | WTS Wrocław           | 7    | (0,1,3,2,1)    |  |
| 10   | (6) Tomasz Chrzanowski    | Wybrzeże Gdańsk       | 7    | (2,2,2,1,d)    |  |
| 11   | (4) Wiesław Jaguś         | Apator Toruń          | 5    | (2,0,0,3,d)    |  |
| 12   | (13) Mark Loram           | Stal Gorzów Wlkp.     | 5    | (u,0,3,1,1)    |  |
| 13   | (5) Piotr Paluch          | Stal Gorzów Wlkp.     | 5    | (1,1,0,2,1)    |  |
| 14   | (15) Paweł Hlib           | Stal Gorzów Wlkp.     | 4    | (1,1,2,u,d)    |  |
| 15   | (7) Kamil Brzozowski      | Stal Gorzów Wlkp.     | 2    | (0,0,2,0,0)    |  |
| 16   | (10) Michał Rajkowski     | Stal Gorzów Wlkp.     | 2    | (0,0,1,0,1)    |  |
| 17   | (R1) Jarosław Łukaszewski | Stal Gorzów Wlkp.     | ns   |                |  |
| 18   | (R2) Robert Flis          | Stal Gorzów Wlkp.     | ns   |                |  |

## Bieg po biegu
1. (62,75) Crump, Jaguś, Kuciapa, Miśkowiak(d)
2. (63,69) Ruud, Chrzanowski, Paluch, Brzozowski
3. (64,28) Baliński, Adams, Andersen, Rajkowski
4. (62,68) Holta, Rickardsson, Hlib, Loram(u)
5. (63,47) Andersen, Crump, Paluch, Loram
6. (63,18) Rickardsson, Chrzanowski, Miśkowiak, Rajkowski
7. (64,06) Adams, Kuciapa, Hlib, Brzozowski
8. (64,28) Holta, Baliński, Ruud, Jaguś
9. (63,39) Holta, Chrzanowski, Adams, Crump
10. (65,00) Miśkowiak, Hlib, Baliński, Paluch
11. (62,87) Rickardsson, Ruud, Kuciapa, Andersen
12. (65,84) Loram, Brzozowski, Rajkowski, Jaguś
13. (64,81) Crump, Baliński, Rickardsson, Brzozowski
14. (65,12) Adams, Miśkowiak, Loram, Ruud
15. (65,56) Holta, Paluch, Kuciapa, Rajkowski
16. (65,65) Jaguś, Andersen, Chrzanowski, Hlib(u)
17. (65,56) Crump, Ruud, Rajkowski, Hlib(d)
18. (64,91) Holta, Andersen, Miśkowiak, Brzozowski
19. (65,53) Kuciapa, Baliński, Loram, Chrzanowski(d)
20. (65,68) Adams, Rickardsson, Paluch, Jaguś(d)

O zwycięstwie w turnieju decydowała kolejność wyścigu finałowego, w którym wystartowała czwórka najlepszych zawodników po 20 biegach.
FINAŁ: (64,35) Crump, Holta, Adams, Rickardsson